# لوئی گوبه
لوئی گوبه (فرانسوی: Louis Gobet‎; زاده ۲۸ اکتبر ۱۹۰۸ – درگذشته نامشخص) بازیکن فوتبال اهل سوئیس بود.
از باشگاه‌هایی که در آن بازی کرده‌است می‌توان به باشگاه فوتبال زوریخ اشاره کرد.
وی همچنین در تیم ملی فوتبال سوئیس بازی کرده‌است.